# Tetraulacium veroniciforme
Tetraulacium veroniciforme är en grobladsväxtart som beskrevs av Porphir Kiril Nicolai Stepanowitsch Turczaninow. Tetraulacium veroniciforme ingår i släktet Tetraulacium och familjen grobladsväxter. Inga underarter finns listade i Catalogue of Life.